# Knox City (Victoria)
Knox City is een Local Government Area (LGA) in Australië in de staat Victoria. Knox City telt 150.444 inwoners. De hoofdplaats is Wantirna South.